# Істра (річка)
І́стра (рос. Истра) — річка у Солнечногорському, Істринському та Красногорському районах Московської області РФ, ліва притока Москви. Ширина річки близько 20 метрів, тече в неширокій горбистій долині, на схилах якої розташовано ліси та переліски, які чергуються з селами та дачними поселеннями. Є найзручнішою річкою в околицях Москви для плавання на байдарках.
У 1930 році місто Воскресенськ на честь річки було перейменоване на Істру.

## Походження назви
Перша згадка — у духовній грамоті великого князя Василя Васильовича 1461 року. У писцевих книгах XVI ст. річка вказана як Велика Істра і Велика Істриця — для відрізнення від Малої Істри (Істриці). У Книзі Великому Кресленню і пізніших джерелах згадується тільки форма «Істра».
У гідронімі можна виділити основу -str- і пізніше протетичне i-. Давня основа має праіндоєвропейське походження (*str- — «текти, струм») і представлена і в слов'янській, і в балтійській гідронімії. Найімовірніша балтійська етимологія: пор. лит. strautas («струмок, невелика річка», «лука зі струмком»), латис. strauja («струм, потік, течія»), stràva (потік, велика річка), stràume (потік, бистрина). Доводами на користь цієї версії є те, що західне Підмосков'я до приходу слов'ян було населене балтійськими племенами (голядь) і очевидно балтійське походження назв багатьох великих річок регіону (Лама, Нара, Руза). М. Фасмер порівнює гідронім з литовською і латиською назвами річки Інструч (звідки походить топонім Інстербург — колишня назва Черняховська). Втім, не виключено й питомо слов'янське походження: пор. рос. струя, струмень, стрежень, стремнина, укр. струм, струя, струмінь, стрижень, стромовина, а також назви річок Струма, Стрий, Стир, що протікають у південній частині території слов'янського розселення. Перевагу віддають балтійській версії, оскільки чим більше річка, тим давнішою має бути її найменування.

## Історія
Дослов'янський період історії річки пов'язаний з фінськими та балтійськими племенами, які тут жили ще в 1 тисячоліття до н.е.
Слов'янські племена в'ятичів та кривичів прийшли сюди в середині 1 тисячоліття. Свого часу істринські землі належали Юрію Долгорукому та Івану Калиті. 1657 року під керівництвом патріарха Никона на берегах річки розпочалось будівництво Новоєрусалимського монастиря, а сама річка була перейменована в Йордан (на честь палестинського Йордану). До XVIII століття річка Істра пов'язувала Волгу та Москву-ріку в єдиний шлях. У 1930-х роках силами ув'язнених Біломорбалтійського та Дмитровського таборів ОГПУ було створено Істринське водосховище.

## Фізико-географічна характеристика
Річка Істра бере початок на Московській височині, недалеко від села Коськово, в 2 км на схід від платформи Покровка головного ходу Жовтневої залізниці. Протікає територією міських округів Солнечногорськ, Істра і Красногорськ. Впадає в Москву-ріку в 247 км від її гирла, навпроти села Знаменського Одинцовського району.
Довжина — 113 км, площа басейну, що включає близько 190 водотоків загальною довжиною 885 км, — 2050 км². Серед приток Москви-ріки Істра займає 1-е місце за площею басейну і 2-е місце за довжиною після Пахри.
Східноєвропейський тип водного режиму річки характеризується високим весняним водопіллям, літньо-осінньою та зимовою меженню. Живлення переважно снігове і становить близько 60 %, в той час як на частку підземного і дощового припадає відповідно 28 % і 12 %. Середньорічна витрата води біля села Павловська Слобода (12 км від гирла) — 12,1 м³/с, що відповідає обсягу стоку 0,382 км³/рік.
У 1935 році, з будівництвом у 21 км від гирла гідровузла на річці було утворене Істринське водосховище площею 33,6 км² (при нормальному підпірному рівні), що входить в Москворіцьку систему водопостачання столиці.
Після його наповнення водний та льодовий режими Істри змінилися — дещо скоротився період льодоставу. Повінь починається в березні — квітні, закінчується у квітні — травні, середній підйом рівня води в цей період становить 2,5—3,5 м. Вода річки в нижній течії за класом якості характеризується як «дуже забруднена».
Ширина річки в нижній течії — 17-30 метрів, глибина — 1,0—1,5 метра, швидкість течії — 0,1—0,3 м/с, дно піщане. У верхів'ї з'єднана з озером Сенезьким Катерининським каналом, де на початку XIX століття проходив водний шлях з Волги з Дубні і Сестрі через Сенеж, канал і Істру до річки Москві. Іхтіофауна представлена такими видами риб, як плотва, верховодка, ялець, гольян, йорж, окунь, лящ, нижче Істринського гідровузла в уловах зустрічаються головень, піскар, голець, в'язь, жерех. Річка має популярність у піших і водних туристів. На річці розташоване місто Істра, а також численні населені пункти, санаторії і будинки відпочинку.

## Істринське водосховище
Його площа становить 33 км кв, довжина — 25 км, ширина — 2 км, максимальна глибина — 28 метрів. Берегова лінія сильно порізана внаслідок горбистого рельєфу місцевості. Водосховище було збудовано для постачання води у Москву. Основою водосховища є гребля біля села Раково, яку збудували у 1935 році. Істринський напрям вважається престижним, тож тут збудували свої дачі Алла Пугачева, Анатолій Чубайс, Володимир Потанін, Борис Березовський.

## Притоки
(відстань від гирла)
- 9 км — річка Біляна (пр)
- 19 км — річка Грязьова (лв)
- 42 км — річка Пісочна (лв)
- 44 км — річка Мала Істра (пр)
- 75 км — річка Нудоль (пр)
- 75 км — річка Раменка (пр)
- 77 км — річка Катиш (пр)
- 77 км — річка Чорна (пр)
- 96 км — річка Палішня (пр)